# チェイシング/追跡
『チェイシング/追跡』（チェイシング/ついせき、Tenderness）は2009年のアメリカ合衆国のサスペンス映画。監督はジョン・ポルソン、出演はラッセル・クロウ、ジョン・フォスター、ソフィー・トラウブなど。両親を殺した罪で服役し、少年院から出所したばかりの少年と、彼を監視する刑事、少年に興味を抱いた少女の3人が織り成す緊迫した関係を描いている。原作はロバート・コーミアの小説『心やさしく』。
日本では劇場未公開だが、DVDが2011年8月26日に発売された。
主要撮影は2006年5月にニューヨーク市などで行われた。

## キャスト
※括弧内は日本語吹き替え
- クリストフオロ: ラッセル・クロウ（大塚智則） - 警部補。かつてエリックを逮捕した。
- エリック・コメンコ: ジョン・フォスター（英語版） - 両親を殺して服役していた少年。
- ローリ: ソフィー・トラウブ（英語版） - エリックにつきまとう少女。
- テレサ: ローラ・ダーン - エリックの叔母（母親の妹）。教師。
- マリア: アレクシス・ジーナ（おーみまみ） - エリックが少年院で出会った少女。
- マーシャ: アリヤ・バレイキス - ローリの母親。
- ダン・コメンコ: ティム・ホッパー（英語版） - エリックの父親。
- リサ・コメンコ: ヴィヴィアン・ベネシュ - エリックの母親。
- ジャキー・クリストフオロ: ターニャ・クラーク - クリストフオロの妻。植物状態にある。
- ゲイリー: マイケル・ケリー  - マーシャの恋人。ローリたちと同居している。
- ハイウェイ・パトロール: C・S・リー - エリックたちが出会った中国系の警官。

## 作品の評価
Rotten Tomatoesによれば、15件の評論のうち高評価は40%にあたる6件で、平均点は10点満点中5.1点となっている。